# الکساندر فیلیپوف
الکساندر فیلیپوف (اوکراینی: Олександр Олександрович Філіппов؛ زادهٔ ۲۳ اکتبر ۱۹۹۲) بازیکن فوتبال اهل اوکراین است.
از باشگاه‌هایی که در آن بازی کرده‌است می‌توان به باشگاه فوتبال سنت ترویدنس، باشگاه فوتبال آرسنال کی‌یف، و باشگاه فوتبال ماریوپول اشاره کرد.
وی همچنین در تیم‌های ملی فوتبال زیر ۲۰ سال اوکراین و زیر ۲۱ سال اوکراین بازی کرده‌است.